# Den helige Lukas tecknar madonnan
Den helige Lukas tecknar madonnan (nederländska: De Heilige Lucas tekent de Heilige Maagd) eller Den helige Lukas målar madonnan är en oljemålning av den flamländske konstnären Rogier van der Weyden. Den målades omkring 1435–1440 och ingår sedan 1893 i samlingarna på Museum of Fine Arts i Boston. 
Enligt bysantinsk tradition träffade evangelisten Lukas Jungfru Maria efter Kristi korsfästelse och målade då ett porträtt av henne. Därför anses han vara målarnas skyddshelgon. I denna bild avbildas madonnan ammande Jesusbarnet, en vanlig medeltida religiös framställning. I kammaren bakom Lukas avbildas en bok och en tjur som båda är evangelistens helgonattribut. Röntgenanalys avslöjar att konstnären var mycket noggrann med att avbilda evangelistens ansiktsdrag och möjligen är det fråga om ett självporträtt. Han var tydligt influerad av sin några år äldre kollega Jan van Eycks Kansler Rolins madonna, vilken också innehåller en öppning med två kolonner, två ryggvända personer i mellangrunden (möjligen föreställande Marias föräldrar Joakim och Anna) och en flod som rinner igenom en stad i bakgrunden. 
Målningen tros vara ett beställningsjobb från målargillet i Bryssel och tänkt att ställas ut i deras kapell i St. Michael- och St. Gudula-katedralen. På 1500-talet hamnade målningen i Filip II av Spaniens ägo. Den tillhörde därefter olika medlemmar av huset Bourbon fram till 1889 då den förvärvades av amerikanen Henry Lee Higginson(en) som 1893 donerade den till Museum of Fine Arts.
Det har tidigare rått osäkerhet om såväl tavlans attribuering som datering. Det finns åtminstone tre äldre kopior som ingår i samlingarna på Alte Pinakothek i München, Eremitaget i Sankt Petersburg respektive Groeningemuseum i Brygge. Röntgenanalys, som visat att Bostonversionen ändrats flera gånger under arbetets gång, och dendrologisk analys av ekpannån visar att Bostonversionen är den äldsta. Münchenversionen tillskrivs "Rogier van der Wejdens efterföljare" och dateras till 1480-talet. 

## Kopior

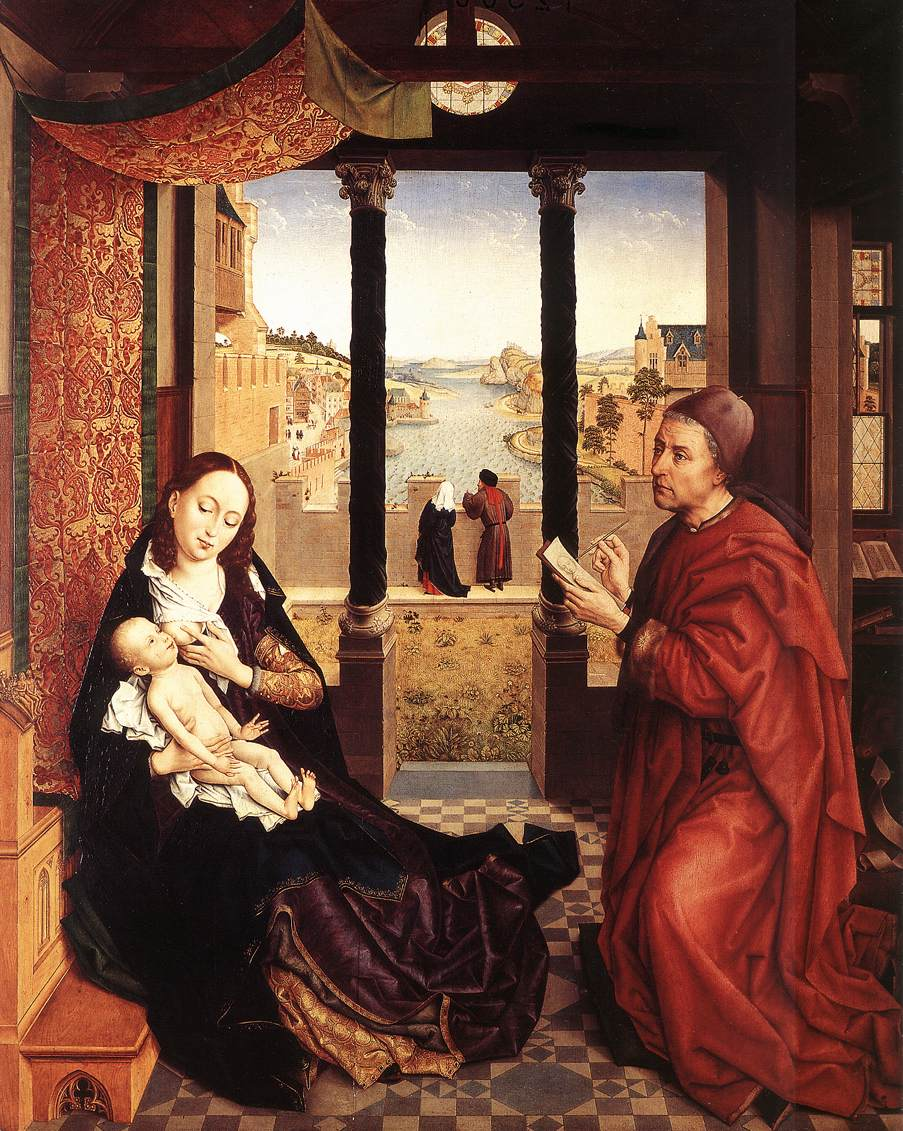
Version på Alte Pinakothek i München.
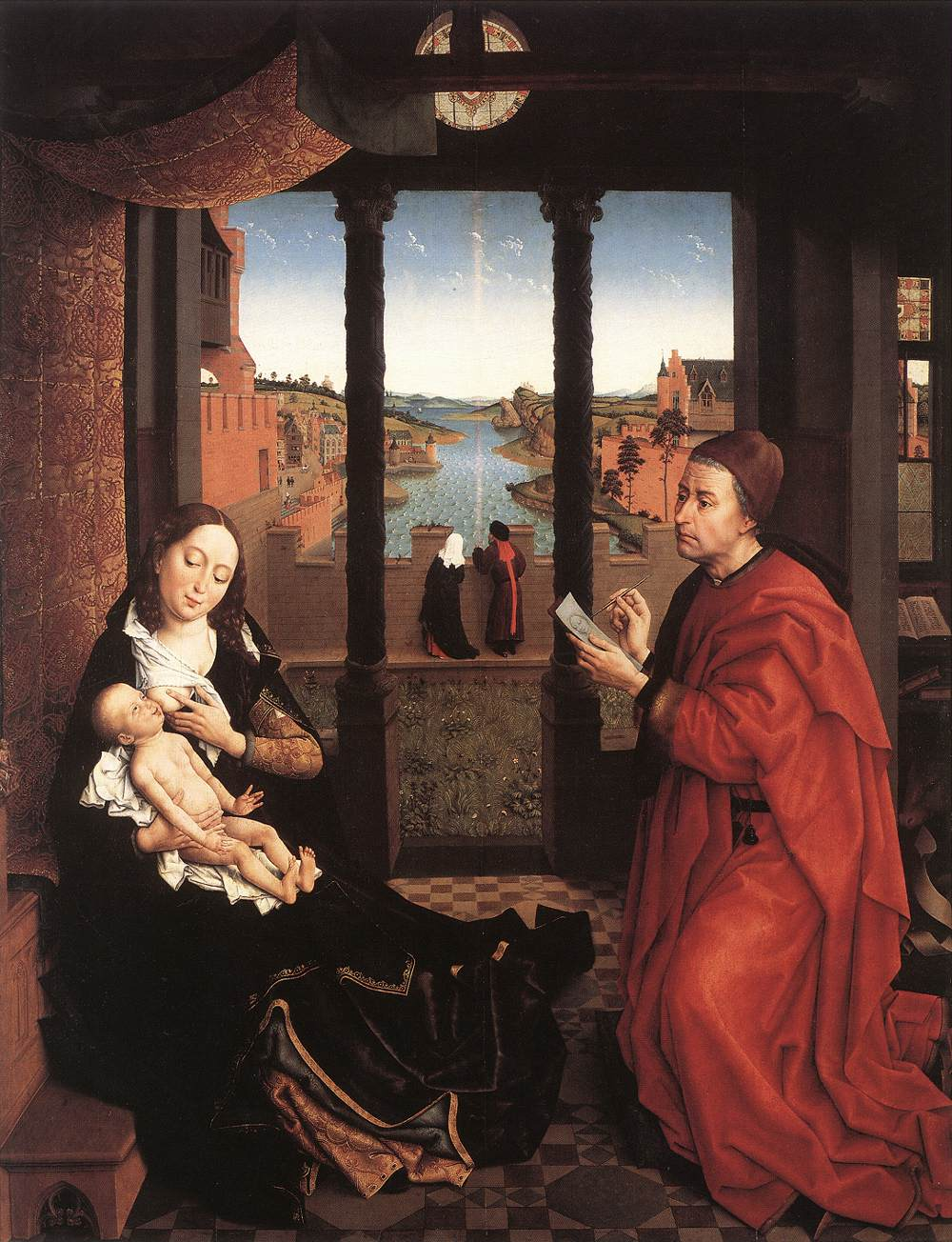
Version på Groeningemuseum i Brygge.
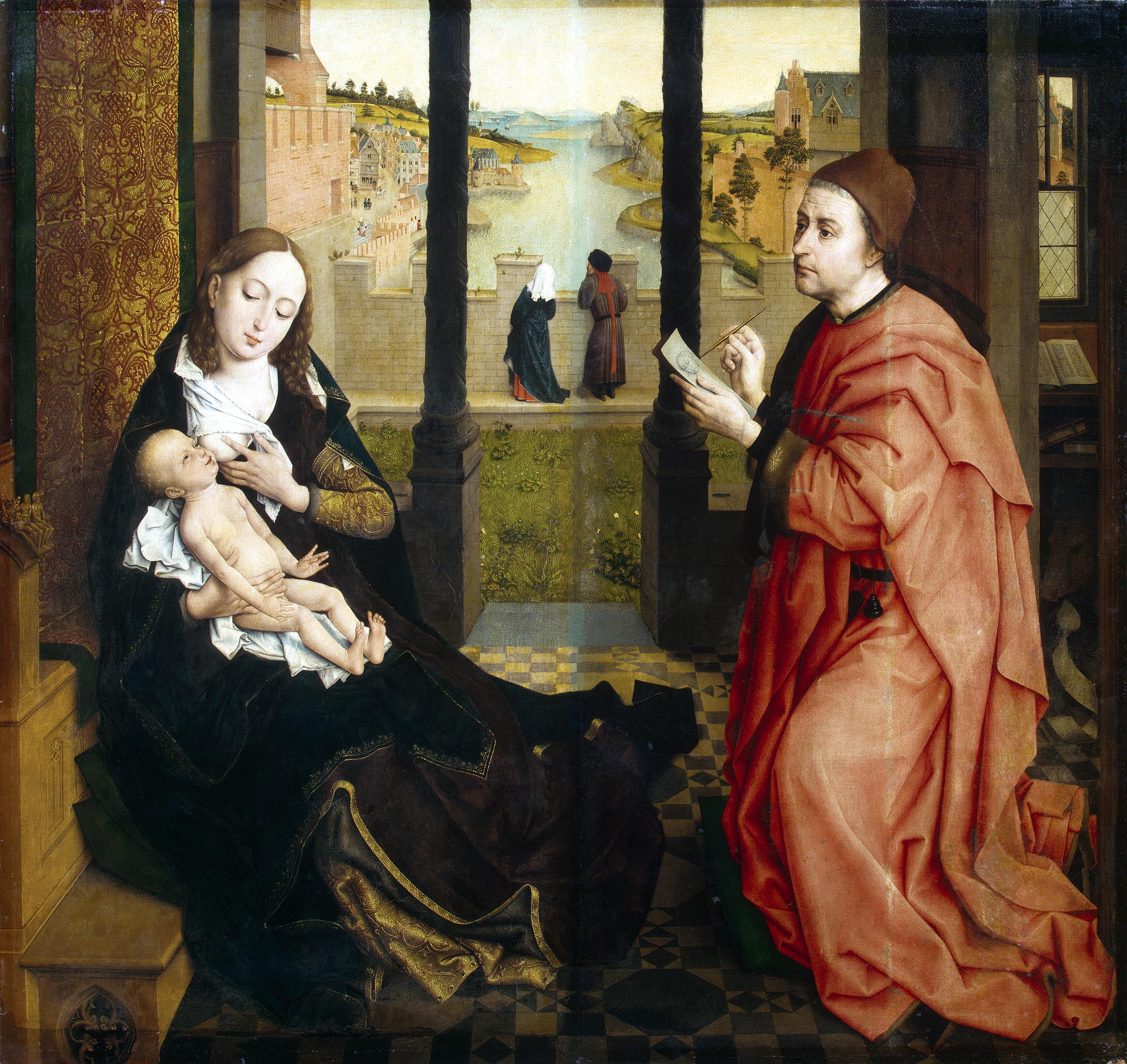
Version på Eremitaget i Sankt Petersburg.